# 云线天竺鲷
云线天竺鲷（学名：Apogon guamemsis）为天竺鲷科天竺鲷属的鱼类，俗名云斑天竺鲷、云纹天竺鲷。分布于红海、热带西太平洋到琉球群岛、台湾岛等。